# Avenue d'Auderghem
L'avenue d'Auderghem (en néerlandais : Oudergemlaan à Etterbeek ou Oudergemselaan à Bruxelles-ville) est une avenue bruxelloise de la commune d'Etterbeek et de Bruxelles-ville qui va du rond-point Robert Schuman au carrefour de La Chasse.
La numérotation des habitations va de 1 à 333 pour le côté impair et de 2 à 346 pour le côté pair. Il n'y a que les premiers numéros de l'avenue qui sont situés sur la commune de Bruxelles-ville.

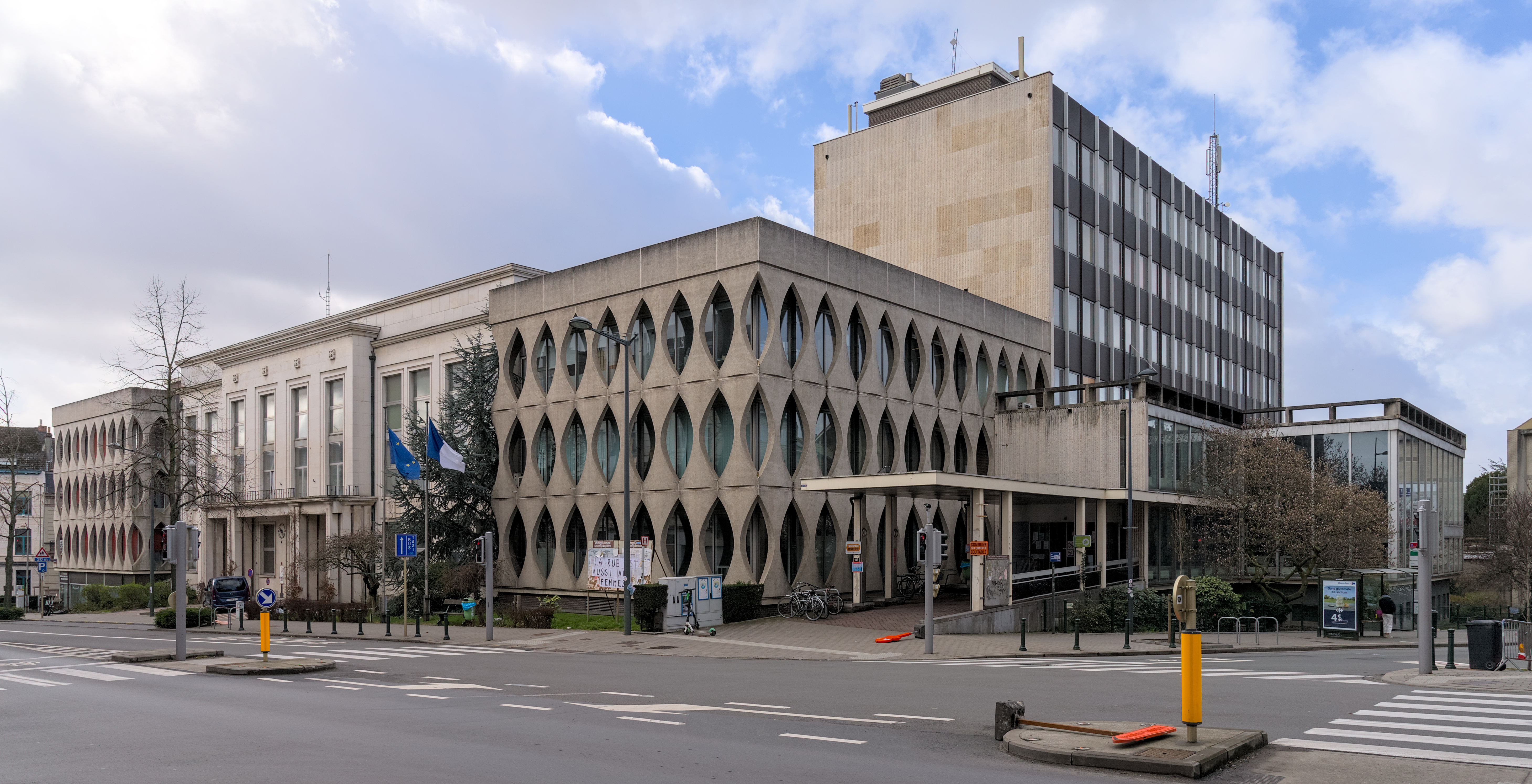
Maison communale d'Etterbeek

## Adresses notables
- no 63 : Hôtel de Maître de 1911 construit par l'architecte Louis Sauvage
- no 67 : Holland-Huis
- no 81 : Maison de style éclectique de 1879 construite par l'architecte Louis Berden
- nos 89-91 : Maison de quatre niveaux construite en style éclectique par l'architecte Thomas Jasinski
- no 94 : Hôtel particulier néoclassique, construit en 1875
- nos 113-115-117 : Hôtel communal
- no 158 : Hôtel particulier de 1907 construit par l'architecte F. Van Roeler
- nos 163-165 : Maison de style éclectique de 1894 construite par l'architecte Hubert Marcq
- nos 219-221 : Maison de style éclectique de 1880 construite par l'architecte Victor Van Nieuwenhuyse